# Хардинсбург (Индијана)
Хардинсбург (енгл. Hardinsburg) град је у америчкој савезној држави Индијана.

## Демографија
По попису из 2010. године број становника је 248, што је 4 (1,6%) становника више него 2000. године.
| Група             | 2000.       | 2010.       |
| Белци             | 234 (95,9%) | 247 (99,6%) |
| Афроамериканци    | 0 (0,0%)    | 0 (0,0%)    |
| Азијати           | 0 (0,0%)    | 0 (0,0%)    |
| Хиспаноамериканци | 10 (4,1%)   | 1 (0,4%)    |
| Укупно            | 244         | 248         |